# Osmar Cunha
Osmar Cunha (Florianópolis, 19 de outubro de 1918 — 8 de junho de 1995) foi um economista, advogado, professor e político brasileiro.

## Vida
Filho de Estanislau Brasilício da Cunha e de Belarmina Assunção da Cunha, bacharelou-se em direito pela Faculdade de Direito de Santa Catarina, em 1957. Casou-se em 26 de dezembro de 1942 em Joaçaba, com Suely Pereira Cunha, tendo o casal quatro filhos.

## Carreira
Foi vereador em Florianópolis (1950 — 1954), e o primeiro prefeito eleito, de 15 de novembro de 1954 a 21 de janeiro de 1959.
Foi deputado à Câmara dos Deputados na 41ª legislatura (1959 — 1963), na 42ª legislatura (1963 — 1967), como suplente convocado, eleito pelo Partido Social Democrático (PSD), e na 43ª legislatura (1967 — 1971), eleito pela Aliança Renovadora Nacional (ARENA).
Foi cassado pelo Ato Institucional Número Cinco (AI-5).